# Carlos (cràter)

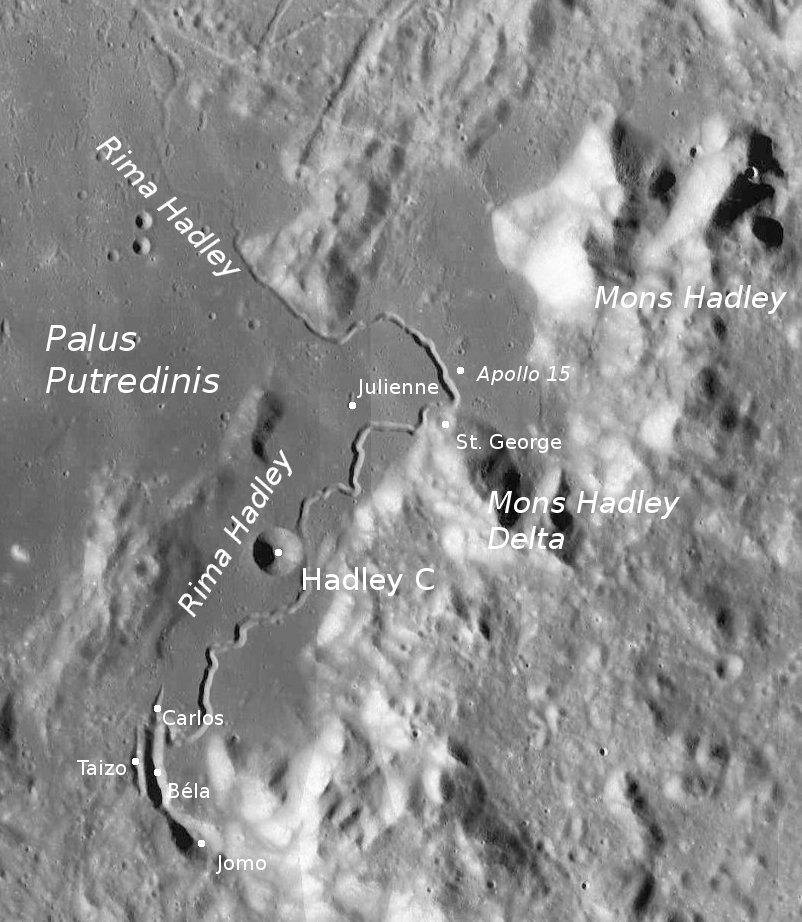
Rima Hadley al costat de Carlos (LRO)

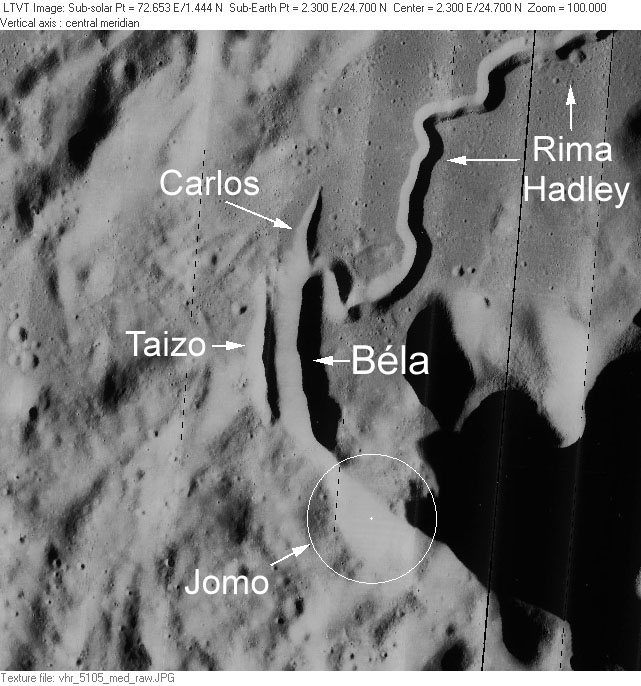
Cràter Carlos

El cràter Carlos és una petita depressió situada en la cara visible de la Lluna, a l'extrem sud de la Rima Hadley, de la qual es bifurca cap al nord. Al costat del cràter es troben altres formacions similars: Béla i Taizo (al sud); i Jomo (al sud-est).

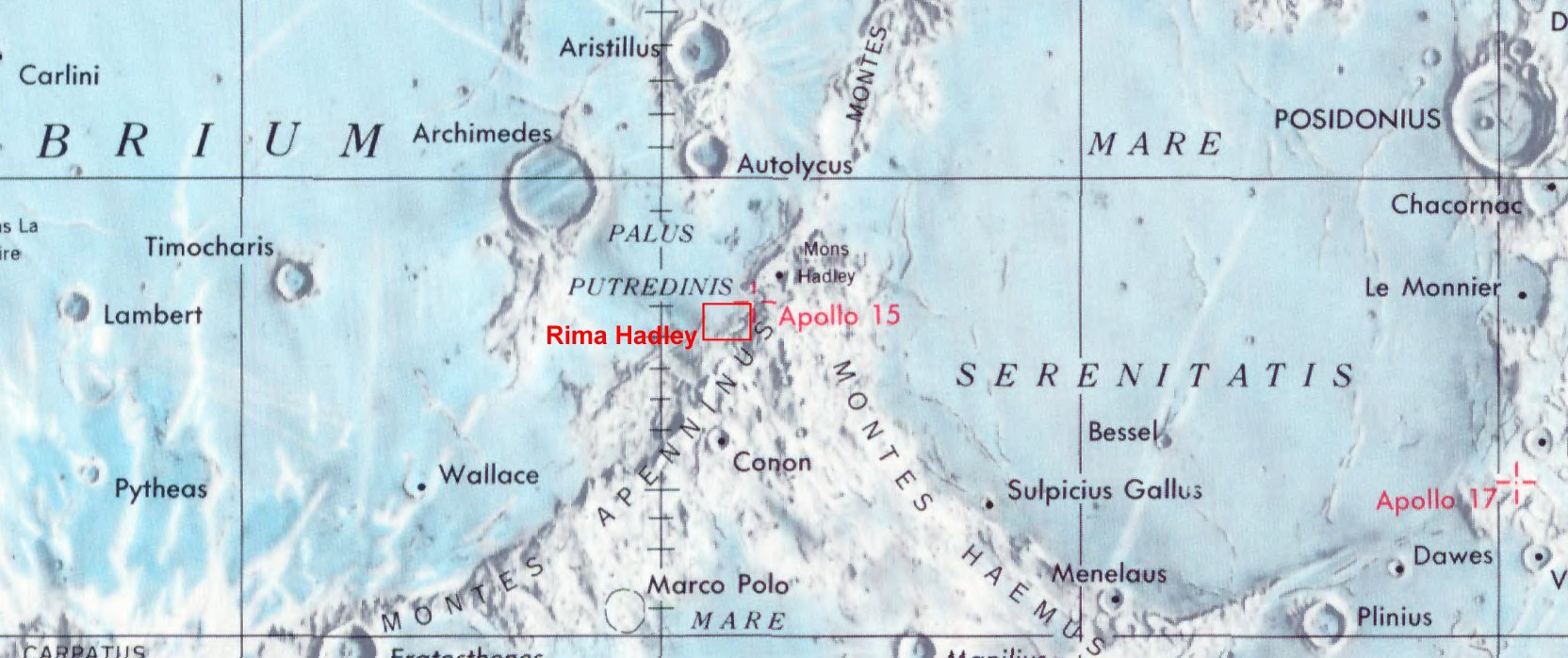
Localització de la Rima Hadley

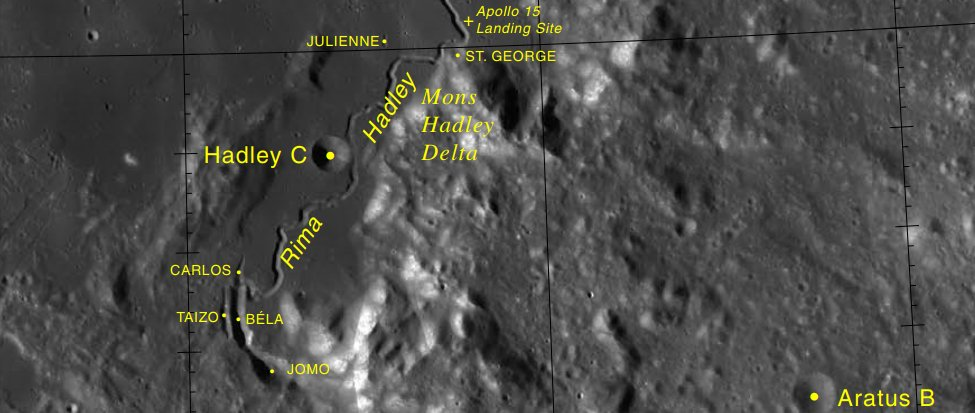
Emplaçament dels cràters propers a la Rima Hadley

Té una forma allargada, amb una longitud d'aproximadament 4,7 km. La seva naturalesa no està completament clara. És possible que el cràter Carlos, juntament amb els seus veïns enumerats anteriorment, sigui sol un segment corb d'una estructura circular més gran.

## Designació
Quatre dels cràters propers a la Rima Hadley posseeixen noms oficials, que procedeixen d'anotacions originals no oficials utilitzades en la fulla 41B4/S3 de la sèrie de mapes Lunar Topophotomap de la NASA.
La designació va ser adoptada per la UAI en 1976.

### Altres referències
- (WGPSN), IAU Working Group for Planetary System Nomenclature. «Gazetteer of Planetary Nomenclature. 1:1 Million-Scale Maps of the Moon» (en anglès).  UAI / USGS, 13-02-2013. [Consulta: 6 abril 2016].
- Andersson, L. E.; Whitaker, E. A.,. NASA Catalogue of Lunar Nomenclature (en anglès).  NASA RP-1097, 1982.
- Blue, Jennifer. «Gazetteer of Planetary Nomenclature» (en anglès).  USGS, 25-07-2007. [Consulta: 2 gener 2012].
- Bussey, B.; Spudis, P.. The Clementine Atlas of the Moon (en anglès).  Nueva York: Cambridge University Press, 2004. ISBN 0-521-81528-2.
- Cocks, Elijah E.; Cocks, Josiah C.. Who's Who on the Moon: A Biographical Dictionary of Lunar Nomenclature (en anglès).  Tudor Publishers, 1995. ISBN 0-936389-27-3.
- McDowell, Jonathan. «Lunar Nomenclature» (en anglès).   Jonathan's Space Report, 15-07-2007. [Consulta: 2 gener 2012].
- Menzel, D. H.; Minnaert, M.; Levin, B.; Dollfus, A.; Bell, B. «Report on Lunar Nomenclature by The Working Group of Commission 17 of the IAU» (en anglès). Space Science Reviews, 12, 1971, pàg. 136.
- Moore, Patrick. On the Moon (en anglès).  Sterling Publishing Co, 2001. ISBN 0-304-35469-4.
- Price, Fred W. The Moon Observer's Handbook (en anglès).  Cambridge University Press, 1988. ISBN 0521335000.
- Rükl, Antonín. Atlas of the Moon (en anglès).  Kalmbach Books, 1990. ISBN 0-913135-17-8.
- Webb, Rev. T. W.. Celestial Objects for Common Telescopes, 6ª edición revisada (en anglès).  Dover, 1962. ISBN 0-486-20917-2.
- Whitaker, Ewen A. Mapping and Naming the Moon (en anglès).  Cambridge University Press, 2003. 978-0-521-54414-6.
- Wlasuk, Peter T. Observing the Moon (en anglès).  Springer, 2000. ISBN 1-85233-193-3.